# Арнемленд
Арнемле́нд, земля́ Арне́ма (Арнем-ле́нд) — півострів на півночі Австралії. Омивається Тиморським і Арафурським морями, затоками Карпентарія та Ван-Дімен. Довжина близько 320 км, ширина близько 360 км.
Піщані плато висотою до 400 м, розчленовані річками на останцеві масиви. У долинах вологі тропічні ліси, на навітрених схилах — екваторіальні ліси і савани. Родовища ураново-радієвих руд (Рам-Джангал). На північному заході — порт Дарвін.
На півострові знаходиться Національний парк Какаду, що є об'єктом всесвітньої спадщини.